# Bat for Lashes
Bat for Lashes ist das Pseudonym der britischen Songwriterin, Musikproduzentin, Klang- und Performancekünstlerin Natasha Khan (* 25. Oktober 1979 in London). Bei Liveauftritten wird sie von Ginger Lee, Abi Fry und Lizzie Carey unterstützt.

## Leben
Natasha Khan wurde 1979 als Tochter einer Engländerin und eines pakistanischen Squash-Trainers geboren. Ihre Eltern trennten sich, als sie elf Jahre alt war. Sie ist die Cousine der Squashlegende Jahangir Khan.
Während ihres Studiums der Musik- und Filmwissenschaften an der University of Brighton experimentierte sie mit Klanginstallationen, Animationen und Performance-Kunst. Nach Abschluss ihres Studiums begann sie mit dem Schreiben der ersten Musikstücke.
Ihre Debütsingle The Wizard erschien 2006 als Download bei Drowned in Sound und als 7″-Single über Khans eigenes Musiklabel She Bear Records. Danach unterschrieb sie einen Vertrag bei The Echo Label, auf dem am 11. September 2006 ihr Debütalbum Fur and Gold erschien. Das Album war 2007 beim Mercury Music Prize als eines der Alben des Jahres nominiert. Obwohl Bat for Lashes als Favorit galt, ging der Preis an die Klaxons. Bei den Brit Awards 2008 war Bat for Lashes als British Breakthrough Act und British Female Solo Artist nominiert. Die Preise gingen schließlich an Mika bzw. Kate Nash.
2007 trat Bat for Lashes unter anderem beim Glastonbury Festival auf. Es folgten eine Tournee durch die USA und einige Auftritte als Vorband für Radiohead im Sommer 2008.
Das zweite Album Two Suns erschien am 6. April 2009, stieg auf Platz 5 der britischen Albumcharts ein und war wiederum für den Mercury Prize nominiert.
Bat for Lashes hat zusammen mit anderen Musikern einen Gastauftritt auf dem im November 2011 erschienenen Puscifer-Album Conditions of My Parole.
Im Oktober 2012 erschien ihr drittes Studioalbum The Haunted Man.
Anfang September 2019 veröffentlichte Bat for Lashes das vierte Studioalbum Lost Girls. 2020 veröffentlichte Bat For Lashes die EP The Boys Of Summer mit zwei Songs des Albums Lost Girls und einer Live-Version von Daniel und der namensgebenden Cover-Version des Don-Henley-Songs The Boys Of Summer.
Ein neues Studioalbum mit dem Titel The Dream of Delphi wurde für den 31. Mai 2024 angekündigt.

## Name
Laut mehreren Medienberichten wählte Khan das Pseudonym Bat for Lashes nur deshalb, weil die drei Wörter gut zusammen klingen. Allerdings bedeutet das englische Idiom „to bat one's (eye)lashes“ auf Deutsch etwa „mit den Wimpern klimpern“.

## Diskografie

### Alben
- 2006 – Fur and Gold (The Echo Label)
- 2009 – Two Suns (Parlophone)
- 2012 – The Haunted Man (The Echo Label Ltd. / EMI Records Ltd)
- 2016 – The Bride (The Echo Label Ltd. / EMI Records Ltd)
- 2019 – Lost Girls (AWAL Recordings Ltd)
- 2024 – The Dream of Delphi (Universal Music Operations Ltd)

### Singles und EPs
- 2006 – Trophy (Echo)
- 2006 – The Wizard (She Bear Records)
- 2007 – Prescilla
- 2007 – What’s a Girl to Do? (Parlophone)
- 2008 – What’s a Girl to Do? Plaid Remix (Parlophone)
- 2009 – Daniel (Parlophone)
- 2009 – Pearl’s Dream EP (Parlophone)
- 2010 – Howl! / Wild Is The Wind (Parlophone)
- 2012 – Laura (Parlophone)
- 2012 – All Your Gold (Parlophone)
- 2013 – A Wall (Parlophone)
- 2016 – In God’s House (Parlophone)
- 2016 – Sunday Love (Parlophone)
- 2016 – Joe's Dream (Parlophone)
- 2020 – The Boys Of Summer

## Auszeichnungen und Nominierungen
| Jahr | Auszeichnung            | Kategorie / Nominierte Arbeit                                | Ergebnis  |
| ---- | ----------------------- | ------------------------------------------------------------ | --------- |
| 2007 | Mercury Prize           | Best British Album / Fur and Gold                            | Nominiert |
| 2007 | ASCAP Awards            | Vanguard Award / Bat for Lashes                              | Gewonnen  |
| 2007 | MTV Europe Music Awards | MTV Europe Music Award for Best Video / What’s a Girl to Do? | Nominiert |
| 2008 | Brit Awards             | British Breakthrough Act / Bat for Lashes                    | Nominiert |
| 2008 | Brit Awards             | British Female Solo Artist / Bat for Lashes                  | Nominiert |
| 2009 | Mercury Prize           | Best British Album / Two Suns                                | Nominiert |
| 2009 | MTV Video Music Awards  | Breakthrough Video / Daniel                                  | Nominiert |
| 2009 | Best Art Vinyl of 2009  | Best Art Vinyl of 2009 / Two Suns                            | Nominiert |
| 2010 | Brit Awards             | British Female Solo Artist / Bat for Lashes                  | Nominiert |
| 2010 | UK Asian Music Awards   | Best Alternative Act / Bat for Lashes                        | Gewonnen  |
| 2010 | Ivor Novello Awards     | Best Contemporary Song / Daniel                              | Gewonnen  |
| 2013 | Brit Awards             | British Female Solo Artist / Bat for Lashes                  | Nominiert |
| 2013 | Virgin Media            | Best Album of 2012 / The Haunted Man                         | Nominiert |
| 2013 | Ivor Novello Award      | Best Song Musically and Lyrically / Laura                    | Nominiert |
| 2013 | YouTube Music Awards    | Innovation of the Year / Lilies                              | Nominiert |